# Angostura bracteata
Angostura bracteata là một loài thực vật có hoa trong họ Cửu lý hương. Loài này được (Nees & Mart.) Kallunki mô tả khoa học đầu tiên năm 1998.